# Myrtelle Canavan

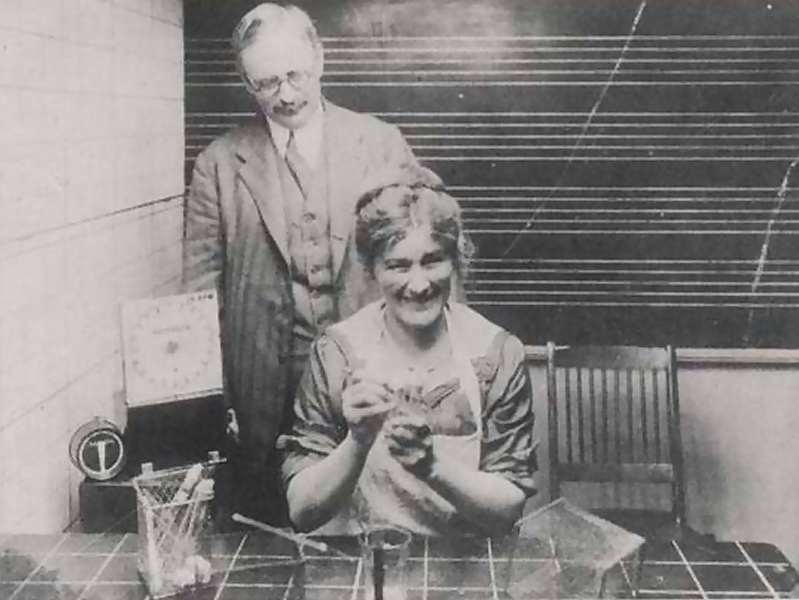
Myrtelle Canavan und Elmer Ernest Southard, 1915

Myrtelle May Canavan (* 24. Juni 1879 in St. Johns, Michigan; † 26. August 1953 in Boston, Massachusetts) war eine US-amerikanische Ärztin. Sie beschrieb 1931 den nach ihr benannten Morbus Canavan.

## Leben
Myrtelle Canavan wurde 1879 als Myrtelle May in Greenbush Township nahe St. John’s in Michigan geboren. Sie besuchte zunächst das Michigan State College und begann 1899 an der Medical School der University of Michigan zu studieren. 1902 wechselte sie an das Woman’s Medical College of Pennsylvania, wo sie 1905 ihren Abschluss machte. Sie heiratete James Canavan und begann am Danvers State Hospital in Danvers als bakteriologische Laborassistentin zu arbeiten. Hier traf sie auf Elmer Southard, der ihr Interesse für die Neuropathologie weckte. Gemeinsam forschten sie unter anderem an den Ursachen und Zusammenhängen von Gehirnschädigungen und den daraus folgenden klinischen Veränderungen und Symptomen. 1910 wechselte sie an das Boston State Hospital, von wo aus sie jedoch weiterhin mit Southard zusammenarbeitete.
1914 wurde sie zur Leiterin des Laboratoriums am Massachusetts Mental Health Center ernannt und nahm eine Lehrtätigkeit an der University of Vermont auf. 1924 erhielt sie eine Professur an der Boston University und wurde zur Kuratorin des Warren Anatomical Institutes ernannt.
Canavan starb 1953 an den Folgen einer Parkinsonerkrankung.

## Forschung
Canavans Forschungsschwerpunkte lagen im Bereich der Pathologie von Auge, Gehirn, Milz und der Wirbelsäule. Sie erforschte insbesondere die Zusammenhänge zwischen pathologischen Veränderungen und den dazugehörigen klinischen und psychopathologischen Veränderungen.

### Morbus Canavan
1931 beschrieb Canavan den Fall eines im Alter von 16 Monaten verstorbenen Kindes, das bei der pathologischen Untersuchung weiche spongiös veränderte Hirnareale aufwies. Die Krankheit wurde später als genetisch verursachte Leukodystrophie identifiziert.

## Schriften
- Mitherausgeberin der Monografie-Reihe „Waverly researches in the pathology of the feeble-minded“ (1918–1940).
- Myrtelle Canavan „Elmer Ernest Southard and his parents: a brain study“ Imprint:Cambridge, MA: University Press, 1925.
- Myrtelle M. Canavan, Louise Eisenhardt „The Brains of 50 Insane Criminals: Shapes and Patterns“ State Printers, 1942.
- M. M. Canavan: „The Histology of the Superior Lachrymal Gland in Mental Disease and Defect.“ In: The Journal of medical research. Band 43, Nummer 4, August 1922, S. 447–454.1, ISSN 0097-3599. PMID 19972582. PMC 2105753 (freier Volltext).
- M. M. Canavan, E. E. Southard: „The significance of Bacteria cultivated from the Human Cadaver: a Second Series of One Hundred Cases of Mental Disease, with Blood and Cerebrospinal Fluid Cultures and Clinical and Histological Correlations.“ In: The Journal of medical research. Band 31, Nummer 3, Januar 1915, S. 339–365, ISSN 0097-3599. PMID 19972211. PMC 2083818 (freier Volltext).
- E. E. Southard, M. M. Canavan: „On the Nature and Importance of Kidney Lesions in Psychopathic Subjects: a Study of One Hundred Cases autopsied at the Boston State Hospital.“ In: The Journal of medical research. Band 31, Nummer 2, November 1914, S. 285–299, ISSN 0097-3599. PMID 19972207. PMC 2094466 (freier Volltext).
- M. M. Canavan: „The Blood Cell Picture in Horse Serum Anaphylaxis in the Guinea-Pig: Note on Kurloff's Inclusion Cells.“ In: The Journal of medical research. Band 27, Nummer 2, November 1912, S. 189–203, ISSN 0097-3599. PMID 19972082. PMC 2099106 (freier Volltext).
- Canavan NM. „Schilder’s Encephalitis Periaxialis Diffusa, Report of a Case in a Child Aged Sixteen and one-half months,“ Arch. Neurol 1931;25:229-308
- E.E. Southard, M.M. Canavan, D.A. Thom „The First Thousand Autopsies of the Pathological Service of the Massachusetts Commission on Mental Diseases, 1914-1919,“ Proc. Am. Medico-Psych Asoc. 26:459-66
- M.M. Canavan „Simmonds’disease (pituitary cachexia) in an aged man with dementia praecox,“ Arch. Path., Chicago, 1940; 29, 310-313
- M.M Canavan, „A histological study of the optic nerves in a random series of insane hospital cases.“ Journal of Nervous and Mental Disease, Vol 43, 1916, 217-230. doi:10.1097/00005053-191603000-00003